# Le Voyage de Lila
 (juin 2018).
Pour plus de détails, voir Fiche technique et Distribution.
Le Voyage de Lila (El libro de Lila) est un film d'animation réalisé par la Colombienne Marcela Rincón, sorti en 2017.

## Synopsis
Lila est un personnage de livre qui parvient à échapper à son monde de papier, devenant piégée dans le monde réel. Ramón, un garçon qui a lu ses histoires quand il était plus jeune, est le seul à pouvoir la ramener dans son monde. Cependant, Ramón a grandi et commence à s'intéresser à d'autres choses, oubliant complètement ses fantasmes d'enfance, alors Lila devra revivre la magie et l'innocence de l'enfance en lui,.

## Fiche technique
- Titre : Le Voyage de Lila
- Titre original : El libro de Lila
- Réalisation : Marcela Rincón
- Scénario : Marcela Rincón
- Pays d'origine : Colombie - Uruguay
- Genre : animation, aventure et fantastique
- Date de sortie : 2017

## Distribution (voix originales)
- Leonor González Mina
- Jorge Herrera

## Production
C'est le premier long métrage d'animation produit à Cali, le premier film Colombien pour enfants dans le domaine du fantastique et le premier film d'animation réalisé par une femme en Colombie. La musique est l'œuvre de Juan Andres Otalora .

## Distinctions
- Festival international du nouveau cinéma latino-américain de La Havane[4]
- Prix Work in Progess, 6e Festival du film féminin, Chili, 2019[5].

## Accueil critique
Pour 20 Minutes, ce « film d'animation aux couleurs chatoyantes est une bonne surprise en provenance de Colombie » qui « invite avant tout les enfants à prendre soin de la nature » et met les femmes en avant car « Des héroïnes féminines positives mènent l’intrigue, invitant les fillettes à s’identifier à elles  ».
Parmi les sorties de la semaine, Le Figaro salue « Une merveille colombienne et une ode à la lecture autour de Lila ».
Première remarque que « Malgré quelques baisses de rythme, ce dessin animé colombien est une belle fable initiatique et symbolique sur les pouvoirs de la lecture, des récits et de la mémoire ».
L'Obs loue « Une odyssée cruelle et féministe sur la perte de l'innocence, portée par une animation aussi à l'aise dans le féerique que dans le terrifiant ».
Pour ActuaLitté, « Ce film d'animation très coloré, qui se déroule dans un univers original, reprend avec adresse différents éléments historiques et culturels colombiens ou précolombiens  ».